# 東町站
東町站（日语：／ HIgashichō eki */?）位於日本北海道浦河郡浦河町東町牛尾1丁目，是北海道旅客鐵道（JR北海道）日高本線上的站。電報略號是。

## 車站構造
- 側式月台1面1線的地面站。
- 僅設有候車室，沒有站房。

## 車站周邊
- 國道236號
- 浦河東町簡易郵局
- 北海道浦河高等學校
- 浦河紅十字醫院
- 道南巴士浦河總站
- JR北海道巴士「東町」站牌

## 歷史
- 1977年9月1日 - 設立東町臨時車站。只處理旅客業務。
- 1987年4月1日 - 國鐵分割民營化後成為北海道旅客鐵道（JR北海道）轄下的車站。同時升級為車站。
- 2015年（平成27年）1月8日：厚賀站 - 大狩部站之間路段因大浪受損而暫停行駛列車，由公車代替行駛[1]。
- 2021年（令和3年）4月1日 - 廢站[2]。

## 相鄰車站
北海道旅客鐵道（JR北海道）
日高本線
浦河－東町－日高幌別

## 相關項目
- 日高本線
- 日本鐵路車站列表

## 外部連結
- （日語）全驛參觀之旅 （页面存档备份，存于）